# Languevoisin-Quiquery
Languevoisin-Quiquery est une commune française située dans le département de la Somme, en région Hauts-de-France.

## Géographie

### Localisation
Languevoisin-Quiquery se situe à l'extrême est de la Somme, à proximité de l'Aisne.
À trois kilomètres, par la route, au sud-est de Nesle, le village se trouve à 13 km de Roye et 55 km au sud-est d'Amiens.
La commune se trouve dans l'aire d'attraction de Roye, dans la zone d'emploi de Saint-Quentin et dans le bassin de vie de Ham.

#### Communes limitrophes
Les communes limitrophes sont  Billancourt, Breuil, Cressy-Omencourt, Hombleux, Moyencourt, Nesle et Rouy-le-Petit.

### Géologie et relief
La superficie de la commune est de 4,83 km2 ; son altitude varie de 57  à   78 mètres.

### Hydrographie

#### Réseau hydrographique

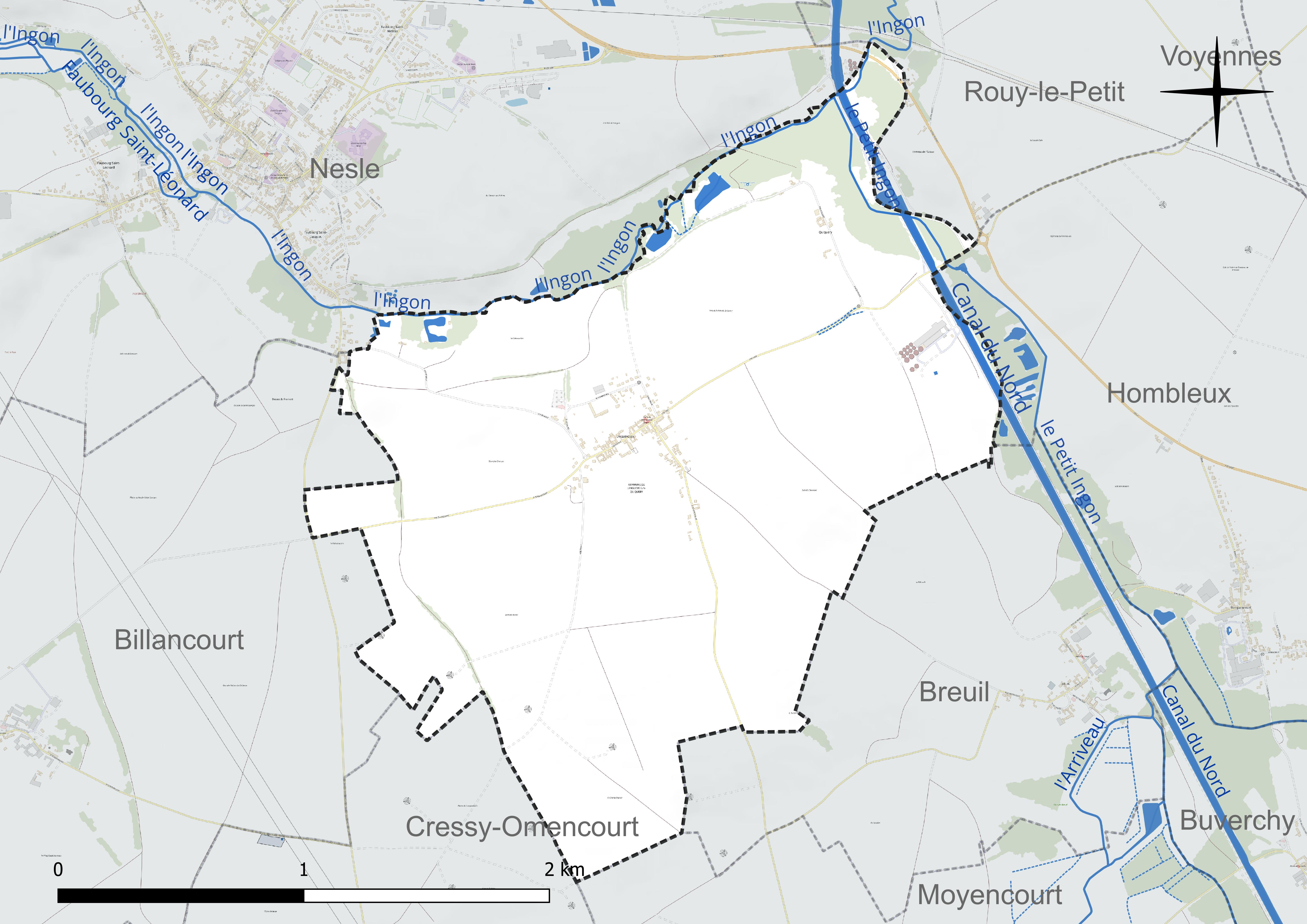
Réseau hydrographique de Languevoisin-Quiquery.

La commune est située dans le bassin Artois-Picardie.
Elle est drainée par le canal du Nord, le Petit Ingon et l'Ingon.
L'Ingon, d'une longueur de 12 km, prend sa source dans la commune de Fonches-Fonchette et se jette  dans le canal du Nord à Rouy-le-Grand, après avoir traversé sept communes.

#### Gestion et qualité des eaux
Le territoire communal est couvert par le schéma d'aménagement et de gestion des eaux (SAGE) « Haute Somme ». Ce document de planification concerne un territoire de 1 798 km2 de superficie, délimité par le bassin versant de la Haute Somme est constitué d'un réseau hydrographique complexe de cours d'eau, de marais, d'étangs et de canaux. Le périmètre a été arrêté le 21 avril 2006 et le SAGE proprement dit a été approuvé le 15 juin 2017. La structure porteuse de l'élaboration et de la mise en œuvre est le syndicat mixte d'aménagement hydraulique du bassin versant de la Somme (AMEVA).
La qualité des cours d'eau peut être consultée sur un site dédié géré par les agences de l'eau et l'Agence française pour la biodiversité.

### Climat
Pour des articles plus généraux, voir Climat des Hauts-de-France et Climat de la Somme.
En 2010, le climat de la commune est de type climat océanique dégradé des plaines du Centre et du Nord, selon une étude du CNRS s'appuyant sur une série de données couvrant la période 1971-2000. En 2020, Météo-France publie une typologie des climats de la France métropolitaine dans laquelle la commune est exposée à un climat océanique et est dans la région climatique Nord-est du bassin Parisien, caractérisée par un ensoleillement médiocre, une pluviométrie moyenne régulièrement répartie au cours de l'année et un hiver froid (3 °C).
Pour la période 1971-2000, la température annuelle moyenne est de 10,4 °C, avec une amplitude thermique annuelle de 14,9 °C. Le cumul annuel moyen de précipitations est de 711 mm, avec 11,4 jours de précipitations en janvier et 8,7 jours en juillet. Pour la période 1991-2020, la température moyenne annuelle observée sur la station météorologique la plus proche, située sur la commune d'Estrées-Mons à 15 km à vol d'oiseau, est de 11,0 °C et le cumul annuel moyen de précipitations est de 647,5 mm,. Pour l'avenir, les paramètres climatiques de la commune estimés pour 2050 selon différents scénarios d'émission de gaz à effet de serre sont consultables sur un site dédié publié par Météo-France en novembre 2022.

#### Hameaux et écarts
Quiquery est un hameau situé au nord-est de la commune.

## Urbanisme

### Typologie
Au 1er janvier 2024, Languevoisin-Quiquery est catégorisée commune rurale à habitat dispersé, selon la nouvelle grille communale de densité à sept niveaux définie par l'Insee en 2022.
Elle est située hors unité urbaine. Par ailleurs la commune fait partie de l'aire d'attraction de Roye, dont elle est une commune de la couronne,. Cette aire, qui regroupe 35 communes, est catégorisée dans les aires de moins de 50 000 habitants,.

### Occupation des sols

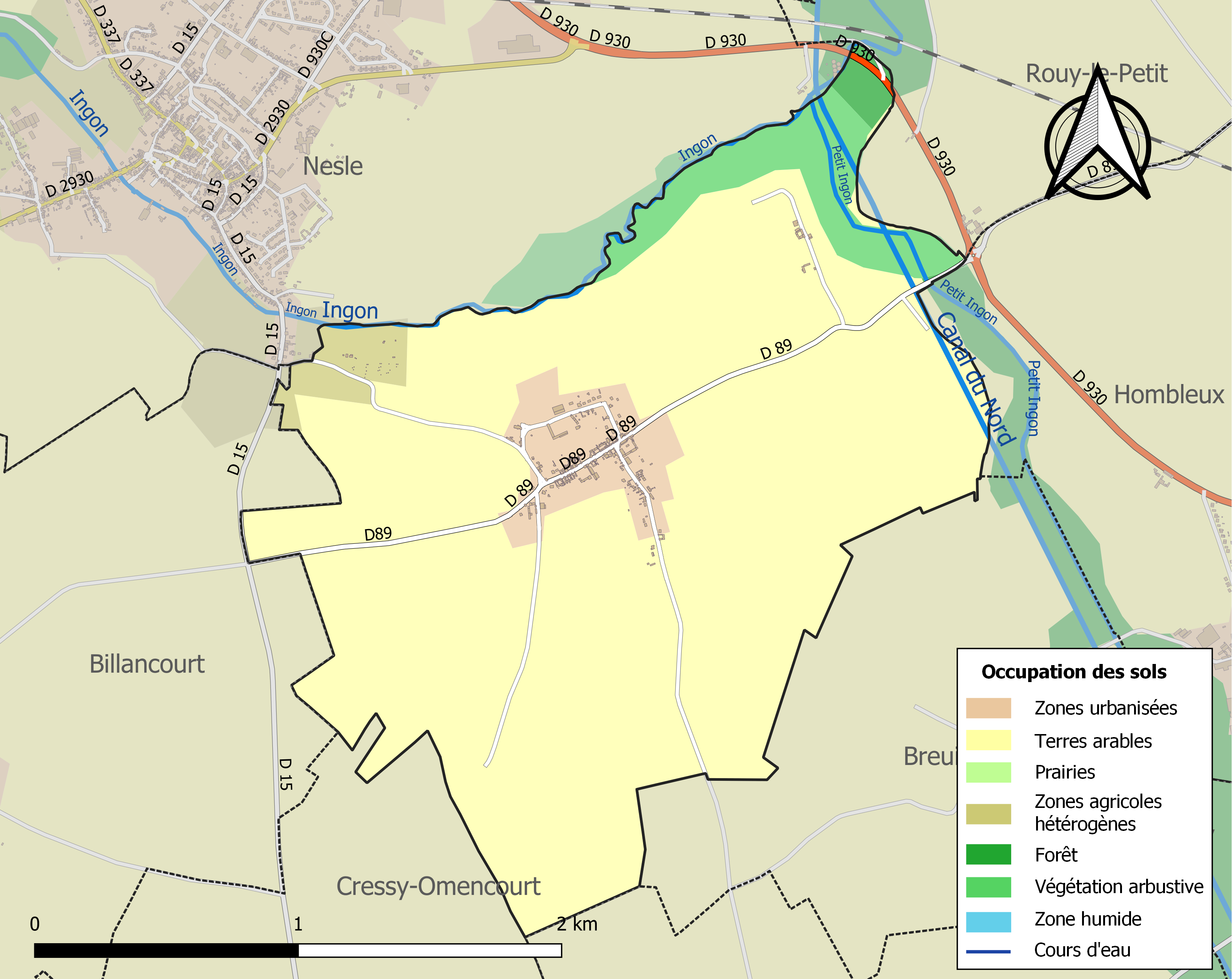
Carte des infrastructures et de l'occupation des sols de la commune en 2018 (CLC).

L'occupation des sols de la commune, telle qu'elle ressort de la base de données européenne d'occupation biophysique des sols Corine Land Cover (CLC), est marquée par l'importance des territoires agricoles (87,3 % en 2018), une proportion sensiblement équivalente à celle de 1990 (86,7 %).
La répartition détaillée en 2018 est la suivante : terres arables (85,1 %), zones urbanisées (5,8 %), milieux à végétation arbustive et/ou herbacée (5,7 %), zones agricoles hétérogènes (2,2 %), forêts (1,2 %).
L'évolution de l'occupation des sols de la commune et de ses infrastructures peut être observée sur les différentes représentations cartographiques du territoire : la carte de Cassini (XVIIIe siècle), la carte d'état-major (1820-1866) et les cartes ou photos aériennes de l'IGN pour la période actuelle (1950 à aujourd'hui).

### Habitat et logement
En 2021, le nombre total de logements dans la commune était de 96, alors qu'il était de 97 en 2011 et 2016.
Parmi ces logements, 90,7 % étaient des résidences principales, 3,1 % des résidences secondaires et 6,2 % des logements vacants. Ces logements étaient  tous des maisons individuelles.
Le tableau ci-dessous présente la typologie des logements à Languevoisin-Quiquery en 2021 en comparaison avec celle de la Somme et de la France entière. Une caractéristique marquante du parc de logements est ainsi la faible proportion des résidences secondaires et logements occasionnels (3,1 %) par rapport au département (8,4 %) et à la France entière (9,7 %).
| Typologie                                               | Languevoisin-Quiquery | Somme | France entière |
| ------------------------------------------------------- | --------------------- | ----- | -------------- |
| Résidences principales (en %)                           | 90,7                  | 83,1  | 82,2           |
| Résidences secondaires et logements occasionnels (en %) | 3,1                   | 8,4   | 9,7            |
| Logements vacants (en %)                                | 6,2                   | 8,5   | 8,1            |

### Voies de communication et transports
La localité est desservie par les autocars du réseau inter-urbain Trans'80, Hauts-de-France (ligne no 52, Nesle - Hombleux - Ham).

## Toponymie
Languevoisin est attesté sous les formes Landevoisin en 1156 ; Landovoisin en 1230 ; Landerovoisin en 1260 ; Landvoisin en 1648 ; Languevoisin en 1753 ; L'Asne à voisin en 1761 ; Lande Voisin en 1787.

Le nom du village s'écrivait autrefois Landevoisin. La lande, c'est la terre, le sol ou le domaine. Ici, le mot lande pourrait indiquer une origine germanique. Beaucoup de noms de villages du Santerre ont été formés de cette façon. Ce nom lui aurait été donné par les seigneurs de Nesle, lorsqu'ils y élevèrent une forteresse proche de leur ville.
Quiquery, ancien hameau de Languevoisin, est attesté sous les formes Kikery en 1146 ; Kikeri en 1179 ; Kiqri en 1214 ; Quiquery en 1325 ; Kiquery en 1633 ; Escriquery en 1710 ; Escriqueri en 1761 ; Quiquery-Long-Pain en 1844 ; Quiquerie entre 1826 et 1835.

L'étymologie est incertaine, on pense à un nom d'homme latin ou germanique. Mais encore, Kiq'ri serait un nom d'origine celte, choisi pour désigner ce hameau isolé et caché dans une presqu'île.

## Histoire
Languevoisin fut longtemps un hameau dépendant de Quiquery, ce qui est aujourd'hui l'inverse. On y a retrouvé des silex taillés et polis datant de la Préhistoire. Les deux villages, aujourd'hui réunis en une seule commune, apparaissent dans un axiome ancien : « Quiquery, Longpain, Château-Fort à Languevoisin ». Longpain était en fait un moulin, établi sur la rivière Ingon , propriété du marquis de Nesle.
Au cours des siècles, la largeur de l'Ingon  permit à de nombreux envahisseurs d'accoster dans ces deux villages, et alentour : les Vikings au Xe siècle, les Bourguignons en 1472, les Impériaux en 1522, puis les Espagnols en 1636, sur la route de la Hollande et les Prussiens lors de la guerre franco-allemande de 1870.
La commune de Landevoisin, instituée lors de la Révolution française, absorbe en 1820 celle de Quiquery et devient Languevoisin-Quiquery.
Première Guerre mondiale
Lors de la Première Guerre mondiale, le village est à nouveau détruit. Seule une ferme, et un mur de l'église restent debout.
Il est décoré de la Croix de guerre 1914-1918 le 27 octobre 1920.
.
Aujourd'hui, le village a retrouvé son charme, et doit son renouveau à l'agriculture : chevaux, pommes de terre, maïs, ainsi que l'œillette, de la famille du pavot. Les Languevoisinois profitent des joies de la pêche et de la chasse, et se sont illustrés dans les années 1950 en devenant champions de France du jeu de longue paume.

## Politique et administration

### Rattachements administratifs et électoraux

#### Rattachements administratifs
La commune se trouve dans l'arrondissement de Péronne du département de la Somme.
Elle faisait partie depuis 1793 du canton de Nesle. Dans le cadre du redécoupage cantonal de 2014 en France, cette circonscription administrative territoriale a disparu, et le canton n'est plus qu'une circonscription électorale.

#### Rattachements électoraux
Pour les élections départementales, la commune fait partie depuis 2014 du  canton de Ham.
Pour l'élection des députés, elle fait partie depuis 2012 de la cinquième circonscription de la Somme

### Intercommunalité
La commune  faisait partie de la communauté de communes du Pays Neslois (CCPN), créée fin 2001, et qui succédait au district de Nesle, créé par arrêté préfectoral du 22 mai 1964.
La loi portant nouvelle organisation territoriale de la République (Loi NOTRe) du 7 août 2015, prévoyant que les établissements publics de coopération intercommunale (EPCI) à fiscalité propre doivent avoir un minimum de 15 000 habitants, le schéma départemental de coopération intercommunale (SDCI) arrêté par le préfet de la Somme le 30 mars 2016 prévoit notamment la fusion des communautés de communes du Pays Hamois et celle du Pays Neslois, afin de constituer une intercommunalité de 42 communes groupant 20 822 habitants, et précise qu'il « s'agit d'un bassin de vie cohérent dans lequel existent déjà des migrations pendulaires entre Ham et Nesle. Ainsi Ham offre des équipements culturels, scolaires et sportifs (médiathèque et auditorium de musique de grande capacité, lycée professionnel, complexe nautique), tandis que Nesle est la commune d'accueil de grandes entreprises de l'agroalimentaire ainsi que de leurs sous-traitants ».
La fusion intervient le 1er janvier 2017 et la nouvelle structure, dont la commune fait désormais partie, prend le nom de communauté de communes de l'Est de la Somme,.

### Liste des maires
| Période                                  | Période                       | Identité         | Étiquette | Qualité                                                             |
| ---------------------------------------- | ----------------------------- | ---------------- | --------- | ------------------------------------------------------------------- |
| Les données manquantes sont à compléter. |                               |                  |           |                                                                     |
|                                          |                               |                  |           |                                                                     |
| 1844                                     |                               | Villain          |           |                                                                     |
| 1907                                     | 1935                          | Eugène Rouzé     |           | Conseiller d'arrondissement                                         |
|                                          |                               |                  |           |                                                                     |
| avant 1988                               | 1994                          | Olivier Moizard  |           |                                                                     |
| mars 1994                                | mars 2008                     | Pierre Geerem    |           |                                                                     |
| mars 2008                                | septembre 2024                | Jacques Gravet,  |           | Responsable mécanique retraité de chez Ajinomoto Mort en fonctions. |
| décembre 2024                            | En cours (au 7 décembre 2024) | Christine Zurich |           |                                                                     |

## Population et société

### Démographie
L'évolution du nombre d'habitants est connue à travers les recensements de la population effectués dans la commune depuis 1793. Pour les communes de moins de 10 000 habitants, une enquête de recensement portant sur toute la population est réalisée tous les cinq ans, les populations de référence des années intermédiaires étant quant à elles estimées par interpolation ou extrapolation. Pour la commune, le premier recensement exhaustif entrant dans le cadre du nouveau dispositif a été réalisé en 2008.

En 2022, la commune comptait 193 habitants, en évolution de +1,05 % par rapport à 2016 (Somme : −1,26 %, France hors Mayotte : +2,11 %).
| 1793 | 1800 | 1806 | 1821 | 1831 | 1836 | 1841 | 1846 | 1851 |
| ---- | ---- | ---- | ---- | ---- | ---- | ---- | ---- | ---- |
| 197  | 206  | 163  | 272  | 333  | 349  | 354  | 349  | 351  |

| 1856 | 1861 | 1866 | 1872 | 1876 | 1881 | 1886 | 1891 | 1896 |
| ---- | ---- | ---- | ---- | ---- | ---- | ---- | ---- | ---- |
| 324  | 341  | 326  | 332  | 301  | 288  | 300  | 299  | 264  |

| 1901 | 1906 | 1911 | 1921 | 1926 | 1931 | 1936 | 1946 | 1954 |
| ---- | ---- | ---- | ---- | ---- | ---- | ---- | ---- | ---- |
| 268  | 290  | 275  | 229  | 218  | 199  | 216  | 205  | 204  |

| 1962 | 1968 | 1975 | 1982 | 1990 | 1999 | 2006 | 2008 | 2013 |
| ---- | ---- | ---- | ---- | ---- | ---- | ---- | ---- | ---- |
| 204  | 211  | 211  | 215  | 206  | 211  | 210  | 210  | 192  |

| 2018 | 2022 | - | - | - | - | - | - | - |
| ---- | ---- | - | - | - | - | - | - | - |
| 200  | 193  | - | - | - | - | - | - | - |

## Culture locale et patrimoine

### Lieux et monuments
- La fontaine de Saint-Quentin de 1872 et sa chapelle ancienne au hameau de Quiquery.

En 1872, l'abbé Duplan, curé de Breuil, desservant Languevoisin, décide de reconstruire le monument dédié à saint Quentin. L'oratoire, constitué d'un pilier de brique dans lequel on a réservé une niche, résiste depuis plus d'un siècle. La bénédiction solennelle a eu lieu le 11 mai 1873, par l'abbé Guidet, doyen de Nesle. Le pèlerinage vieux de quinze siècles a repris une nouvelle vigueur.
En 1998, cinq personnes employées au titre du contrat emploi solidarité effectuent des travaux de maçonnerie et de peinture. Hélas, aujourd'hui la source ne jaillit plus, il n'y a plus guère que les promeneurs pour se rendre à la fontaine, malgré l'entretien permanent de l'oratoire.
Sur les bords de l'Ingon, rivière qui était autrefois beaucoup plus large, les Celtes avaient établi une demeure, devenue une des premières cures du doyenné de Nesle. Il y avait aussi un château et des seigneurs. Tout cela a disparu. Les habitants sont partis, et il ne reste plus que deux ou trois maisons, une chapelle et un oratoire.
Autrefois, le monument qui surmontait cette source se composait d'un simple réservoir rectangulaire en grès. Il était ouvert sur un côté pour donner passage à l'escalier qui descendait dans la source, tandis que l'autre côté laissait échapper le trop plein du réservoir. Selon la tradition, à la fin de la seconde moitié du IIIe siècle, l'apôtre saint Quentin qui venait d'Amiens pour se rendre à Augusta Viromanduorum, l'actuelle St Quentin (capitale de l'ancien peuple celte, les Viromanduens), s'arrêta là pour se désaltérer.

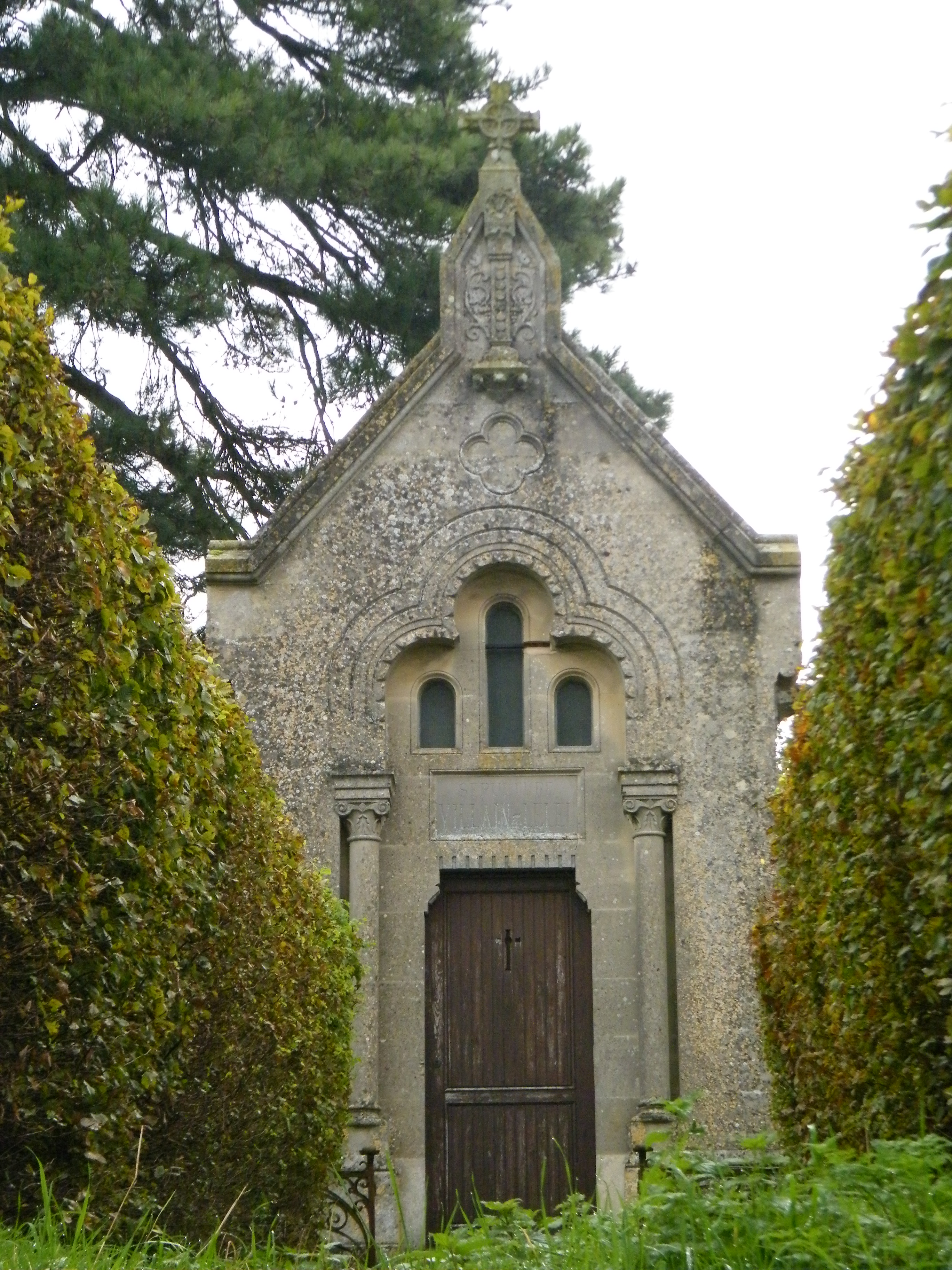
La chapelle Villain-Leleu.

- La chapelle Saint-Quentin :

La chapelle est située à une centaine de mètres de la fontaine, sur l'emplacement de l'ancienne église du XIIIe siècle, démolie en 1828. La nouvelle chapelle en brique est presque carrée comme ses deux petites fenêtres. Elle possède une porte à claire-voie et un clocher en charpente. La cloche de l'ancienne église, qui avait été installée dans le nouveau clocher, a disparu au cours de la Seconde Guerre mondiale. Elle portait la date de 1586. La dernière restauration de la chapelle Saint-Quentin date de 1977, à l'initiative de M. Moizard, maire du village.
- La chapelle funéraire de Languevoisin.

Dans une propriété face à l'église et au cimetière se trouve la sépulture de la famille Villain-Leleu.
- L'église reconstruite en 1928 sur les bases de l'ancienne datant du XVIIIe siècle. De l'église d'origine subsistent les murs du chœur et une très vieille porte en pierre molière taillée en damier sur le fronton style roman sur laquelle est adossée une pierre taillée en hommage à un ancien abbé-doyen de Noyon.
- Le monument aux morts est adossé à l'église, dans le cimetière du village.
- Église Notre-Dame-de-la-Nativité.
- Le port céréalier, c'est le premier sur le canal du nord[33].

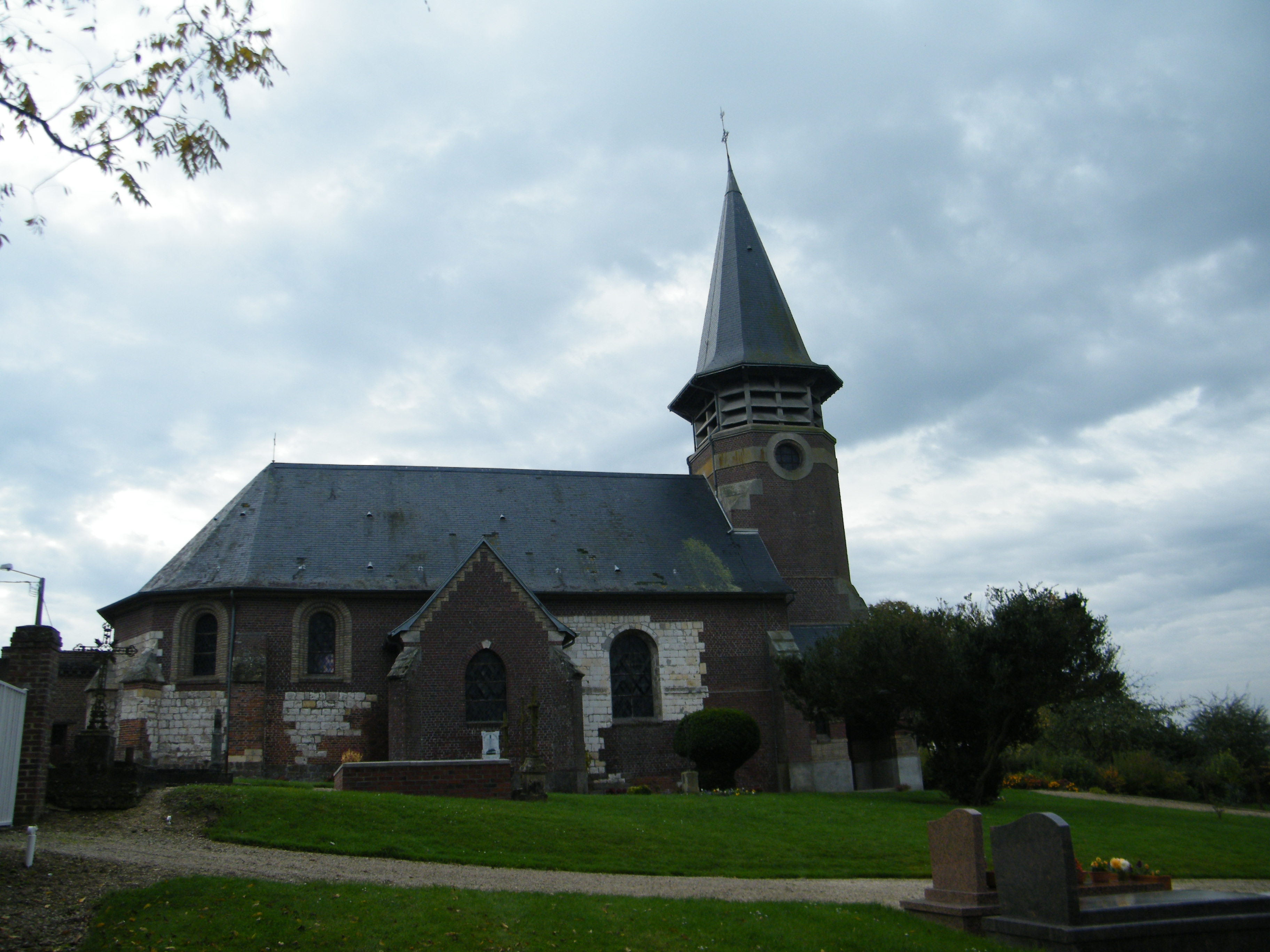
L'église Notre-Dame.
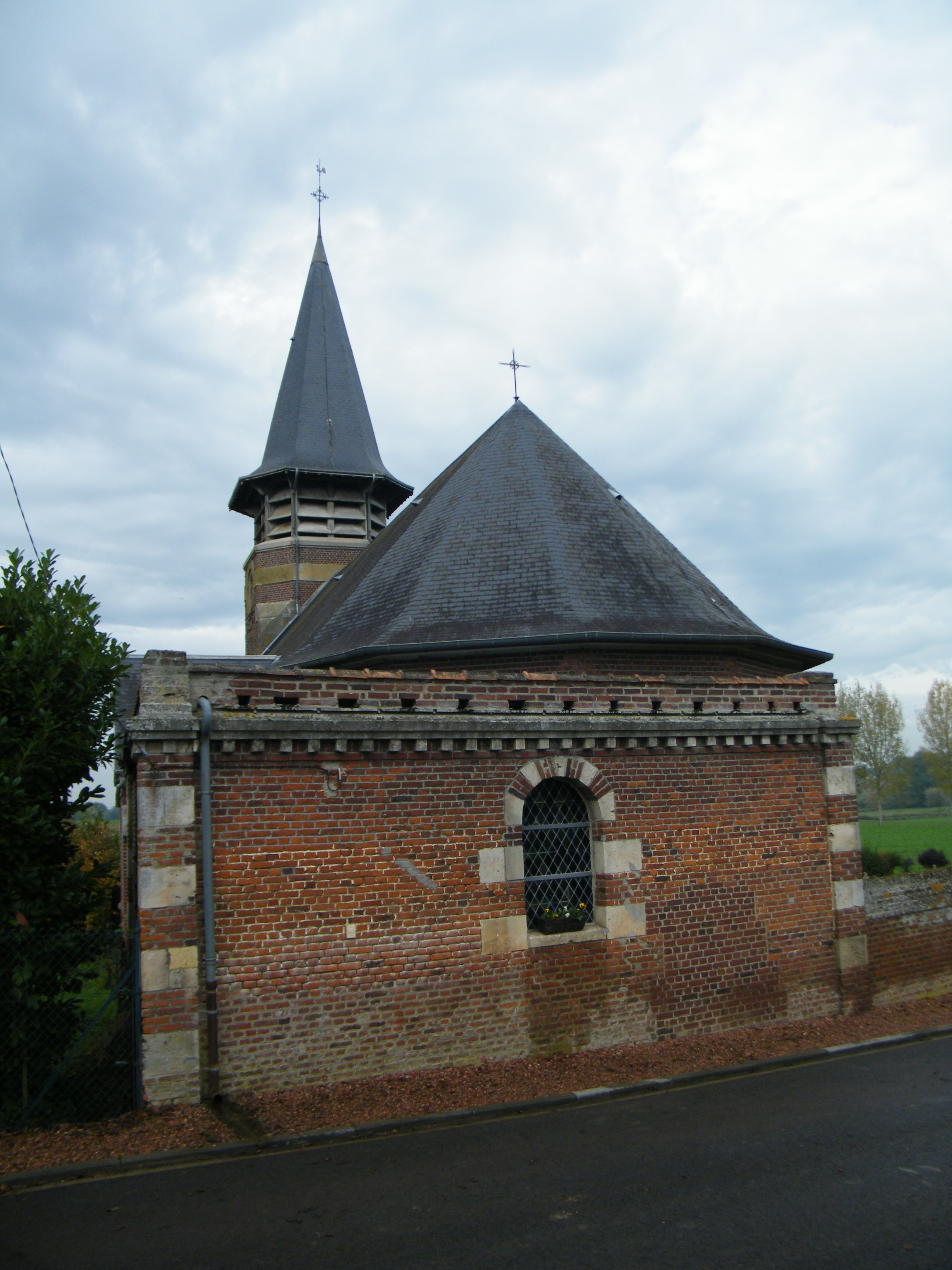
Chevet de l'église.
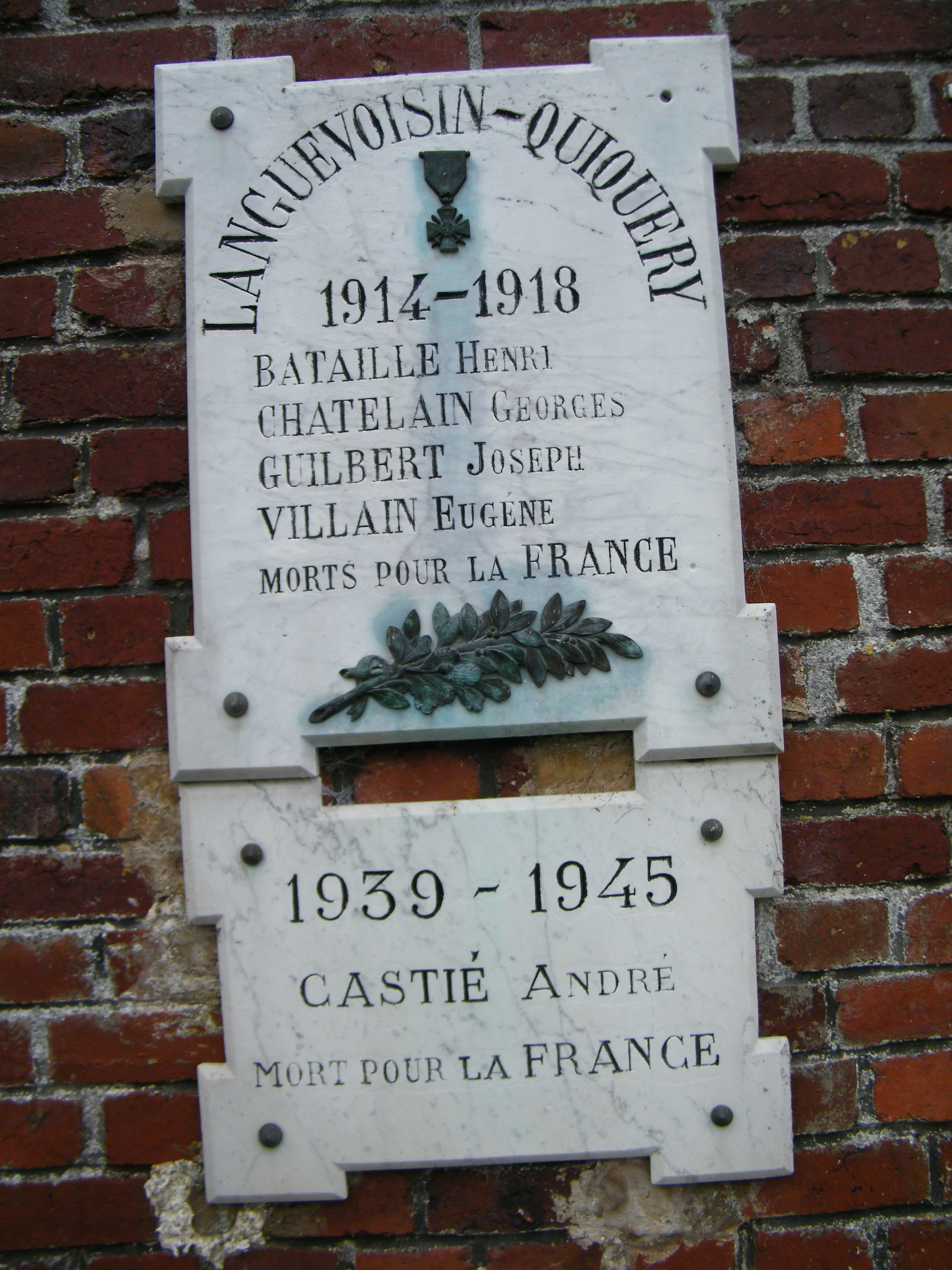
Monument aux morts.
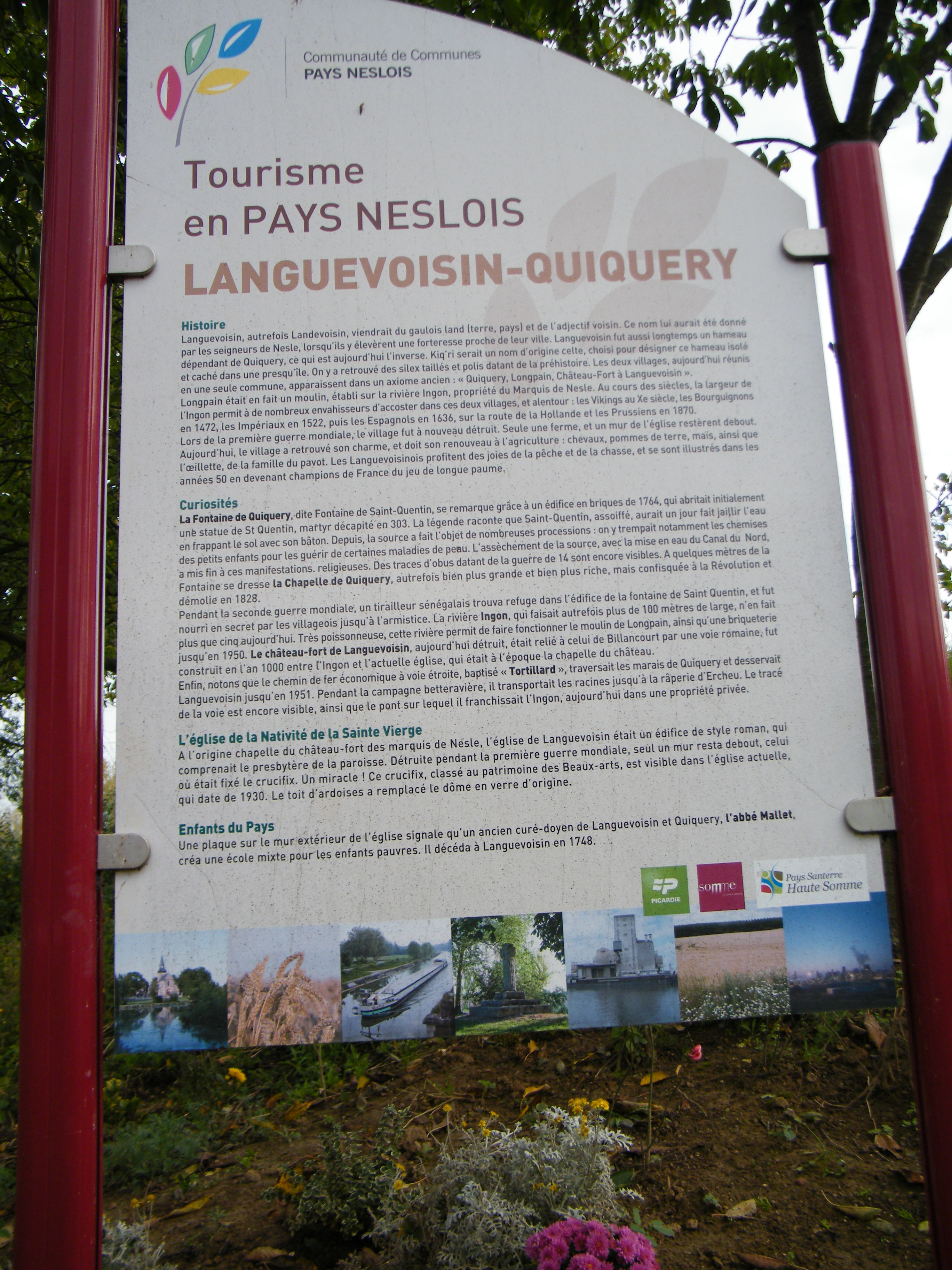
Panneau d'histoire locale.